# Chimy (obwód witebski)
Chimy (biał. Хімы; ros. Химы; pol. hist. Chimy) – wieś na Białorusi, w obwodzie witebskim, w rejonie orszańskim, w sielsowiecie Zubrewiczy. 
Wieś położona jest nad jeziorem zaporowym na Uljanauce i przy linii kolejowej Orsza – Mohylew.

## Historia
W XIX i w początkach XX w. położone były w Rosji, w guberni mohylewskiej, w powiecie orszańskim, w gminie Barań. Następnie w granicach Związku Sowieckiego. Od 1991 w niepodległej Białorusi.